# Altsasu/Alsasua
Altsasu/Alsasua là một đô thị trong tỉnh và cộng đồng tự trị Navarre, Tây Ban Nha. Đô thị này có diện tích là 26,8 ki-lô-mét vuông, dân số là 7527 người. Trận Alsasua diễn ra ở đây năm 1834.
Đô thị nằm ở độ cao 528 m trên mực nước biển.

## Hành chính
| Nhiệm kỳ | Tên                      | Chính đảng      |
| -------- | ------------------------ | --------------- |
| 1979     | Gerardo del Olmo         | HB              |
| 1983     | Emilio Boulandier        | PSOE            |
| 1987     | Emilio Boulandier        | PSOE            |
| 1991     | José Manuel Goikoetxea   | AA/AT (EAJ/PNV) |
| 1995     | José Angel Aguirrebengoa | AA/AT (EAJ/PNV) |
| 1999     | Camino Mendiluce         | EH              |
| 2003     | Asun Fdez. de G. y L.    | Aralar          |
| 2007     | Unai Hualde              | Nafarroa Bai    |

## Biến động dân số
| Biến động dân số                                                | Biến động dân số | Biến động dân số | Biến động dân số | Biến động dân số | Biến động dân số | Biến động dân số | Biến động dân số | Biến động dân số | Biến động dân số | Biến động dân số |
| 1996                                                            | 1998             | 1999             | 2000             | 2001             | 2002             | 2003             | 2004             | 2005             | 2006             | 2007             |
| --------------------------------------------------------------- | ---------------- | ---------------- | ---------------- | ---------------- | ---------------- | ---------------- | ---------------- | ---------------- | ---------------- | ---------------- |
| 7 004                                                           | 7 037            | 7 011            | 7 124            | 7 201            | 7 281            | 7 355            | 7 377            | 7 455            | 7 501            | 7 527            |
| Sources: Altsasu/Alsasua et instituto de estadística de navarra |                  |                  |                  |                  |                  |                  |                  |                  |                  |                  |